# Fekete József (gépészmérnök)
Fekete Jakab József (eredeti neve: Schwarcz József; 1896-ig) (Marosvásárhely, 1866. március 23. – Budapest, 1940. július 6.) politikus, gépészmérnök, a hazai ipari oktatás szervezője.

## Életpályája
Szülei: Schwarcz Sámuel és Sámson Ida voltak. Műegyetemi tanulmányait Zürichben és Budapesten végezte el. 1888-ban szerzett gépészmérnöki oklevelet. Az egyetem után évekig külföldön tevékenykedett. 1892-ben hazajött; megalapította és igazgatta a marosvásárhelyi állami ipari szakiskolát és megszervezte a technológiai iparmúzeumot. 1908–1926 között a kereskedelmi minisztériumban iparoktatási főigazgató, minisztertanácsos, majd helyettes államtitkár volt. 1932-ben nyugalomba vonult.
Tevékenyen közreműködött a székely iparfejlesztési mozgalomban is.
Temetése a Fiumei úti sírkertben történt, sírja jeltelen (40-2-128).